# Municipio de Gainsboro
El municipio de Gainsboro (en inglés: Gainsboro Township) es un municipio ubicado en el condado de Independence en el estado estadounidense de Arkansas. En el año 2010 tenía una población de 1128 habitantes y una densidad poblacional de 14,63 personas por km².

## Geografía
El municipio de Gainsboro se encuentra ubicado en las coordenadas 35°49′29″N 91°30′58″O / 35.82472, -91.51611. Según la Oficina del Censo de los Estados Unidos, el municipio tiene una superficie total de 77.11 km², de la cual 77,01 km² corresponden a tierra firme y (0,13 %) 0,1 km² es agua.

## Demografía
Según el censo de 2010, había 1128 personas residiendo en el municipio de Gainsboro. La densidad de población era de 14,63 hab./km². De los 1128 habitantes, el municipio de Gainsboro estaba compuesto por el 94,15 % blancos, el 2,04 % eran afroamericanos, el 1,51 % eran amerindios, el 0,89 % eran de otras razas y el 1,42 % eran de una mezcla de razas. Del total de la población el 4,34 % eran hispanos o latinos de cualquier raza.